# Marquartstein
Marquartstein är en kommun och ort i Landkreis Traunstein i Regierungsbezirk Oberbayern i förbundslandet Bayern i Tyskland.
Kommunen ingår i kommunalförbundet Marquartstein tillsammans med kommunen Staudach-Egerndach.